# Square Henri-Galli
Le square Henri-Galli est un square de Paris, situé au 9, boulevard Henri-IV dans le 4e arrondissement de Paris.

## Situation et accès

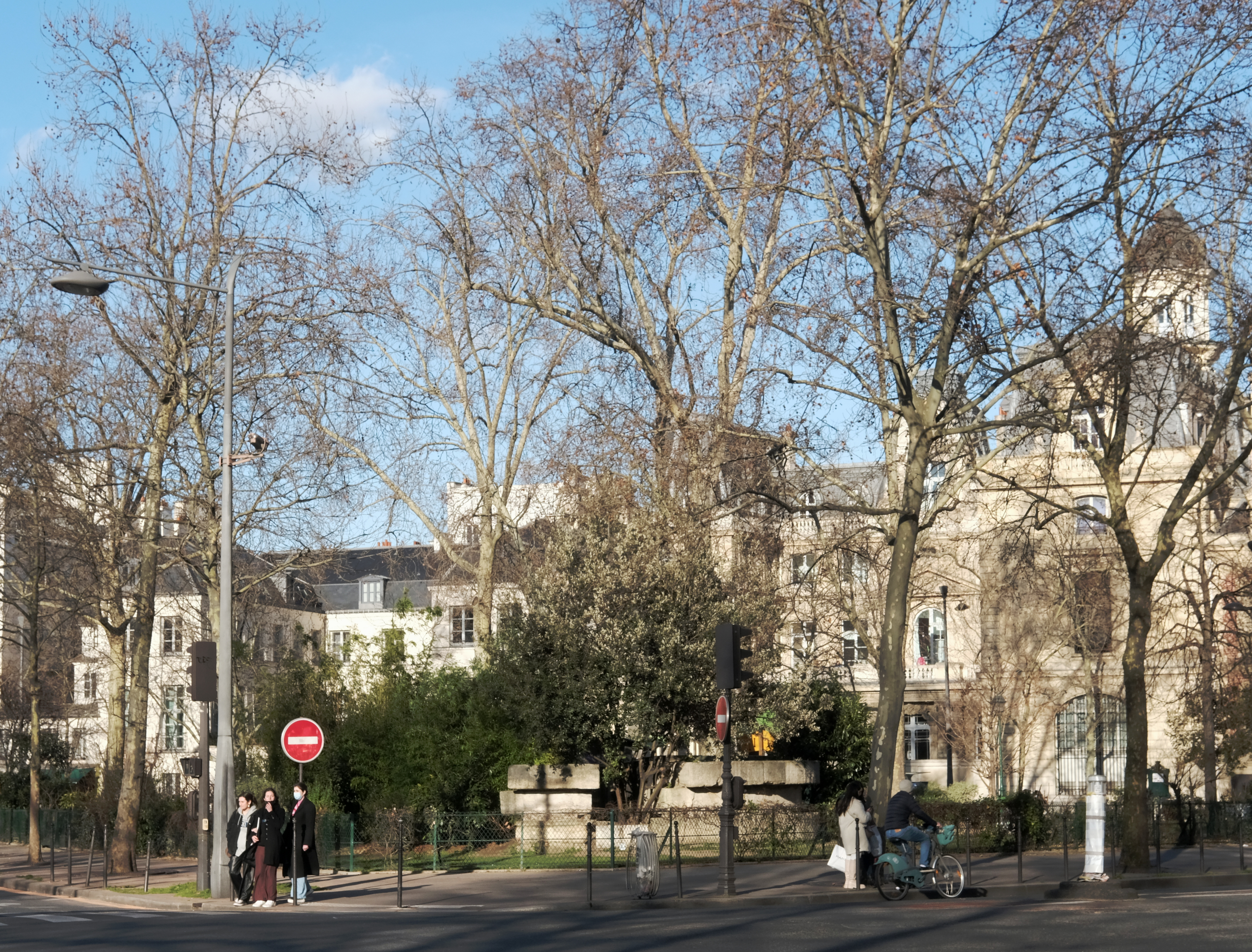
Square Henri-Galli vu du croisement du quai des Célestins (à gauche) et du boulevard Henri-IV (à droite).

S'étendant sur 2 000 m2, de forme triangulaire, il est encadré par le boulevard Henri-IV, le quai Henri-IV et le quai des Célestins. Il borde la Seine, d'où il fait face à l'île Saint-Louis.
Le square Henri-Galli est desservi à proximité par la ligne de métro 7 à la station Sully - Morland.

## Origine du nom

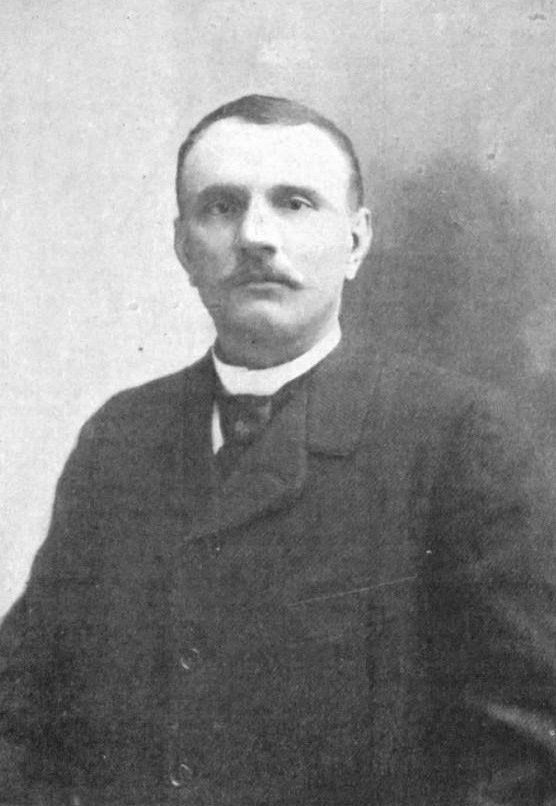
Henri Galli.

Il doit son nom à Henri Galli (1853-1922), journaliste et homme politique parisien de la Troisième République.

## Historique
Le square est créé en 1925.

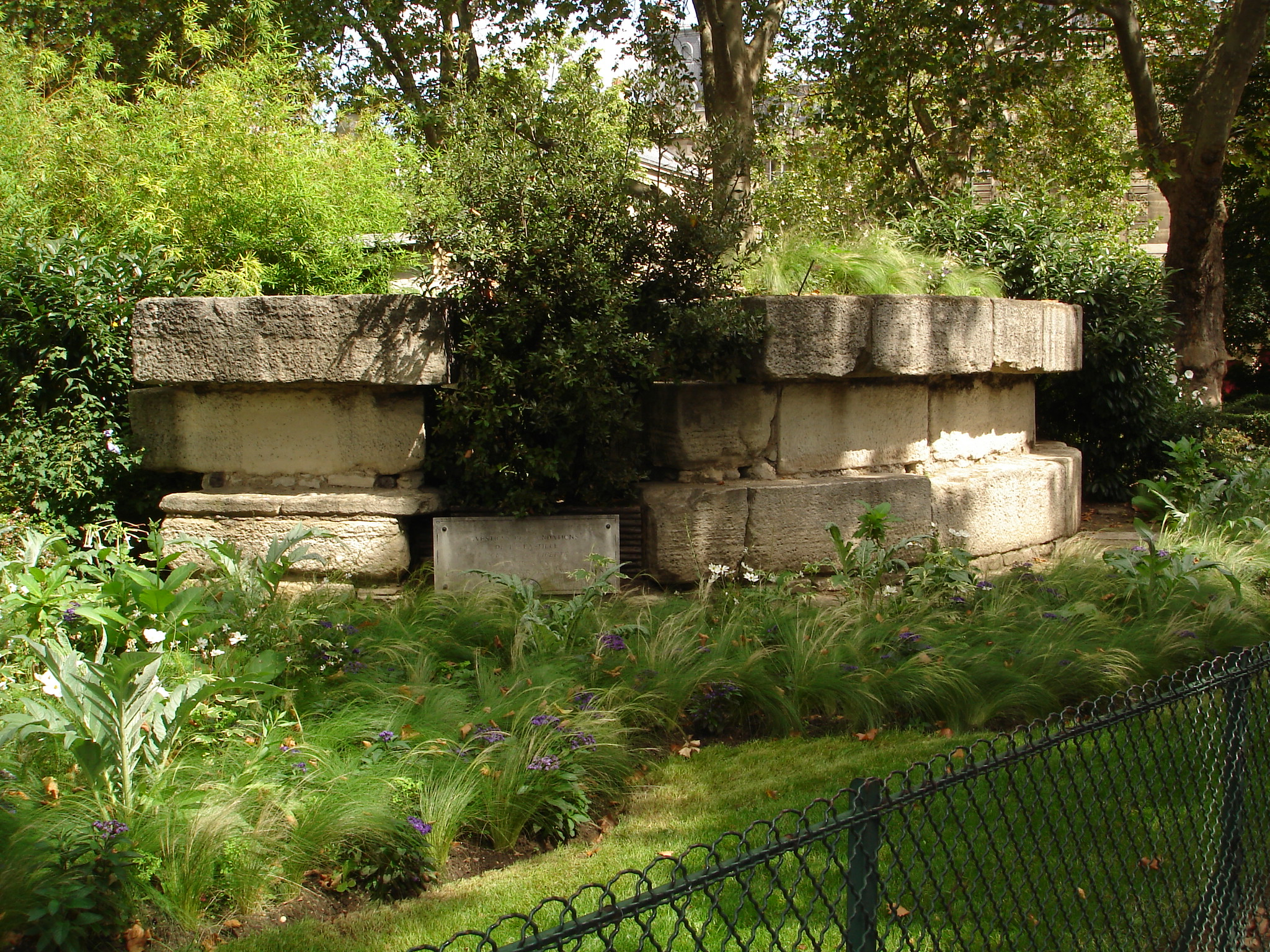
Vestiges de la tour de la Liberté de la Bastille.

Dans le coin formé par le boulevard et le quai Henri-IV se trouvent des vestiges de l'une des huit tours de la prison de la Bastille. Il s'agit en fait de la base de la tour de la Liberté, originellement retrouvée en 1899 lors de la construction de la ligne 1 du métro au niveau du 1, rue Saint-Antoine, et qui a été démontée et reconstituée à cet endroit.
En 1883 est installée dans le square de l'Alma (8e arrondissement) une statue d'Ernest-Eugène Chrétien, Guerrier reforgeant son épée. En 1925, elle est transférée dans le square Galli, puis elle est fondue entre 1942 et 1944 sous l'Occupation,.